# Coetzala
Coetzala là một đô thị thuộc bang Veracruz, México. Năm 2005, dân số của đô thị này là 1958 người.